# 左旗增廿二
狐狸座25，又名BD+23 3986，HD 193911、SAO 88580、HR 7789，是狐狸座的一颗恒星，视星等为5.54，位于銀經65.09，銀緯-7.09，其B1900.0坐标为赤經20h 17m 45.4s，赤緯+24° -7.09′ 37″。